# پاکستان استیت اویل
پاکستان استیت اویل (انگلیسی: Pakistan State Oil) شرکت دولتی پالایش نفت پاکستانی است، که در سال ۱۹۷۴ تأسیس شد.